# ناينتولوغي إينسايت (موبايل)
ناينتولوغي إينسايت (بالإنجليزية: Ninetology Insight)‏ هو هاتف ذكي ضمن سلسلة لمس يعمل بنظام أندرويد، تم طرحه في الأسواق في 2013.

## الخصائص
- نظام التشغيل: أندرويد
- الكاميرا الأمامية: 2 ميجابكسل
- الكاميرا الخلفية: 8 ميجابكسل
- الشاشة: 480 × 800
- الوزن: 160 غرام
- المعالج: 1.0 جيجا هرتز
- الذاكرة: 4 جيجابايت
- التخزين: 4 جيجابايت